# Williams FW35
Der Williams FW35 ist der Formel-1-Rennwagen von Williams für die Formel-1-Saison 2013. Der Wagen wurde als letztes Fahrzeug für die Saison 2013 am 19. Februar 2013 auf dem Circuit de Catalunya in Barcelona vorgestellt, die ersten Testfahrten des Jahres auf dem Circuito de Jerez hatte Williams mit einem modifizierten Vorjahresmodell bestritten.

## Technik und Entwicklung

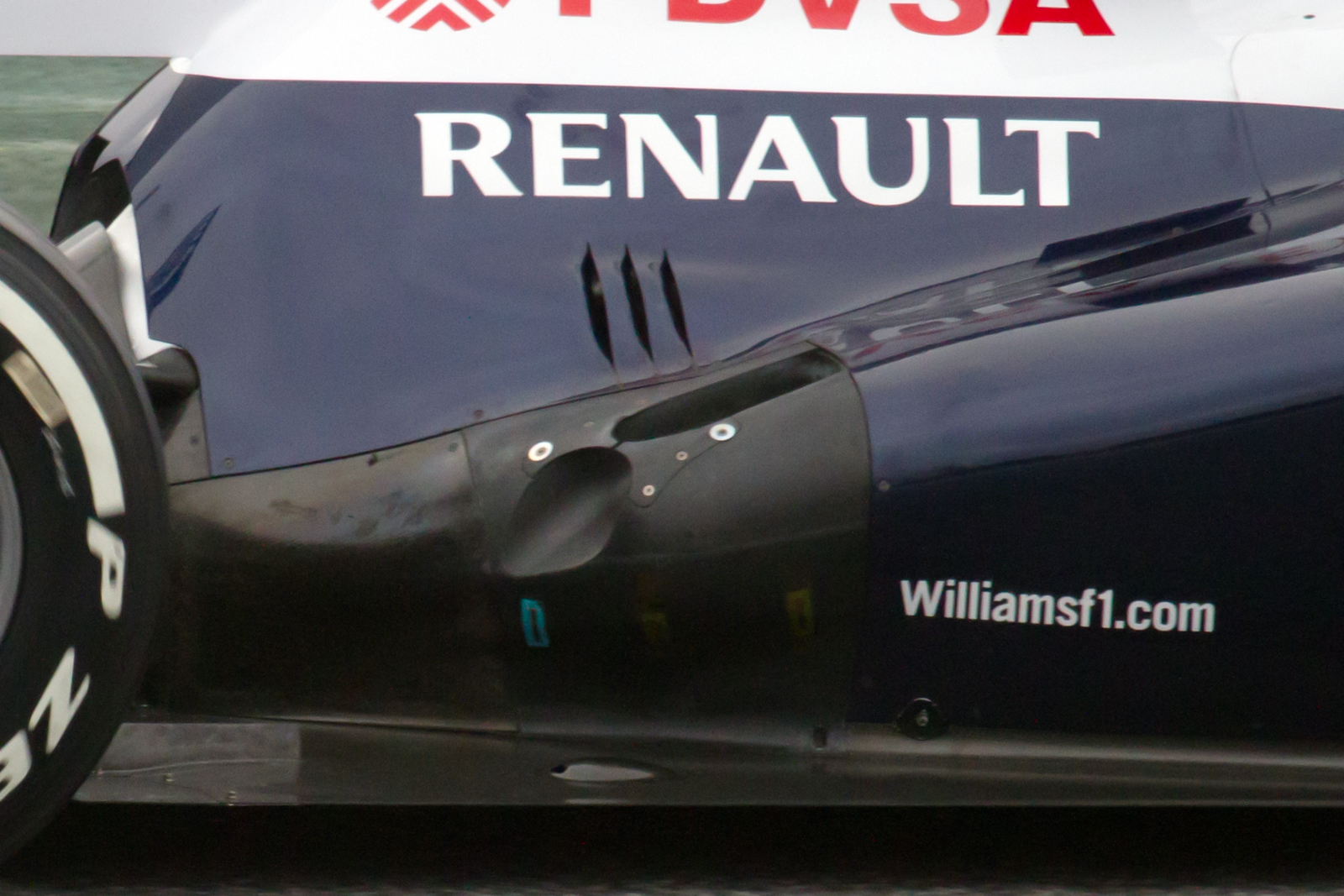
Auspuffkanal am FW35 bei den Testfahrten vor der Saison in Barcelona

Der FW35 war das Nachfolgemodell des FW34. Der Wagen versteckte den „Nasenhöcker“ durch die neu eingeführte Eitelkeitsblende. Angetrieben wurde der von Mike Coughlan entwickelte Wagen von einem Renault-V8-Motor mit 2,4 Liter Hubraum, der eine Leistung von rund 550 kW (≈750 PS) entwickelte. Das KERS war eine Eigenentwicklung von Williams, die Reifen stellte der Einheitslieferant Pirelli zur Verfügung.
Wie alle Formel-1-Fahrzeuge der Saison 2013 war der FW35 mit KERS und DRS ausgerüstet.
Beim FW35 handelte es sich um eine Weiterentwicklung des FW34, das Team legte den Schwerpunkt darauf, deutlich mehr Traktion zu erzielen und damit die Hinterreifen schonen zu können. Rund 80 Prozent der Teile waren neu, darunter Getriebe, Hinterradaufhängung, Kühler, Unterboden und die Nase. Auch die zweigeteilte Auspuffkonstruktion, die den Coandă-Effekt nutzte, war eine Neuentwicklung. Diese stand jedoch im Verdacht, nicht dem technischen Reglement der FIA zu entsprechen. Williams reagierte auf die Einschätzung von Charlie Whiting, des technischen Direktors der FIA, der den Auspuff als nicht regelkonform einstufte, und bestritt die dritten Testfahrten vor der Saison mit einer anderen Auspuffkonstruktion.
Auffällig war auch die Frontflügel-Konstruktion, die sich als ein einziges, verbundenes Bauteil darstellte, dazu war im oberen Bereich ein Zusatzelement angebracht. Eine weitere Besonderheit war, dass beim FW35 Luft über die Bremsbelüftung durch die Achsen geleitet wurde.

## Lackierung und Sponsoring
Der Williams FW35 war dunkelblau lackiert. Zudem gab es weiße Farbakzente auf dem Fahrzeug. Großsponsoren auf dem Fahrzeug waren PDVSA, Randstad, Wihuri, Experian und Renault.

## Fahrer
Pastor Maldonado blieb bei Williams. Sein neuer Teamkollege wurde Valtteri Bottas, der als Nachfolger von Bruno Senna ins Team kam.

## Ergebnisse
| Fahrer               | Nr.                  | 1   | 2   | 3  | 4  | 5  | 6   | 7  | 8  | 9  | 10  | 11 | 12 | 13 | 14 | 15 | 16 | 17 | 18 | 19  | Punkte | Rang |
| -------------------- | -------------------- | --- | --- | -- | -- | -- | --- | -- | -- | -- | --- | -- | -- | -- | -- | -- | -- | -- | -- | --- | ------ | ---- |
| Formel-1-Saison 2013 | Formel-1-Saison 2013 |     |     |    |    |    |     |    |    |    |     |    |    |    |    |    |    |    |    |     | 5      | 9.   |
| P. Maldonado         | 16                   | DNF | DNF | 14 | 11 | 14 | DNF | 16 | 11 | 15 | 10  | 17 | 14 | 11 | 13 | 16 | 12 | 11 | 17 | 16  | 5      | 9.   |
| V. Bottas            | 17                   | 14  | 11  | 13 | 14 | 16 | 12  | 14 | 12 | 16 | DNF | 16 | 15 | 13 | 12 | 17 | 16 | 15 | 8  | DNF | 5      | 9.   |

| Legende  | Legende            | Legende                                                          |
| Farbe    | Abkürzung          | Bedeutung                                                        |
| -------- | ------------------ | ---------------------------------------------------------------- |
| Gold     | –                  | Sieg                                                             |
| Silber   | –                  | 2. Platz                                                         |
| Bronze   | –                  | 3. Platz                                                         |
| Grün     | –                  | Platzierung in den Punkten                                       |
| Blau     | –                  | Klassifiziert außerhalb der Punkteränge                          |
| Violett  | DNF                | Rennen nicht beendet (did not finish)                            |
| Violett  | NC                 | nicht klassifiziert (not classified)                             |
| Rot      | DNQ                | nicht qualifiziert (did not qualify)                             |
| Rot      | DNPQ               | in Vorqualifikation gescheitert (did not pre-qualify)            |
| Schwarz  | DSQ                | disqualifiziert (disqualified)                                   |
| Weiß     | DNS                | nicht am Start (did not start)                                   |
| Weiß     | WD                 | zurückgezogen (withdrawn)                                        |
| Hellblau | PO                 | nur am Training teilgenommen (practiced only)                    |
| Hellblau | TD                 | Freitags-Testfahrer (test driver)                                |
| ohne     | DNP                | nicht am Training teilgenommen (did not practice)                |
| ohne     | INJ                | verletzt oder krank (injured)                                    |
| ohne     | EX                 | ausgeschlossen (excluded)                                        |
| ohne     | DNA                | nicht erschienen (did not arrive)                                |
| ohne     | C                  | Rennen abgesagt (cancelled)                                      |
| ohne     | keine WM-Teilnahme |                                                                  |
| sonstige | P/fett             | Pole-Position                                                    |
| sonstige | 1/2/3/4/5/6/7/8    | Punktplatzierung im Sprint-/Qualifikationsrennen                 |
| sonstige | SR/kursiv          | Schnellste Rennrunde                                             |
| sonstige | *                  | nicht im Ziel, aufgrund der zurückgelegten Distanz aber gewertet |
| sonstige | ()                 | Streichresultate                                                 |
| sonstige | unterstrichen      | Führender in der Gesamtwertung                                   |